# Kalianget (Banyuglugur)
Kalianget is een bestuurslaag in het regentschap Situbondo van de provincie Oost-Java, Indonesië. Kalianget telt 9068 inwoners (volkstelling 2010).